# Rich Amiri
Амірі Декстер Чейз (народжений як Елайджа Полікард) (нар. 6 лютого 2004 року, Бостон, Массачусетс, Сполучені Штати Америки), більш відомий як Rich Amiri — американський репер. Здобув популярність наприкінці 2023 року завдяки своєму синглу Aint Nothing. На початку 2024 популярність продовжила ріст, після того як пісня One Call почала віруситись у TikTok, що призвело до того, що пісня потрапила до чарту Billboard Hot 100, де дебютувала на 79 сходинці.

## Кар'єра
У 2023 році Амірі випустив альбом Ghetto Fabulous. До альбому увійшли сингли, випущені на початку 2023, такі як Aint Nothing, One Call та Codeine Crazy.

### Музичний стиль
Своїми натхненниками Амірі називає Future, Speaker Knockerz, Lil Keed, та YoungBoy Never Broke Again.

## Дискографія

### Студійні альбоми
- 2022 — For The Better
- 2023 — Evolution
- 2023 — Ghetto Fabulous

### Мініальбоми
- 2022 — Chase